# هانس فريتش
هانس فريتش (بالألمانية: Hans Fritsch)‏ هو منافس ألعاب قوى ألماني، ولد في 9 أغسطس 1911 في أوزايورسك في روسيا، وتوفي في 24 أغسطس 1987 في بريمن في ألمانيا.

## وصلات خارجية
- هانس فريتش على موقع أوليمبيديا (الإنجليزية)